# Josep Vidal Llopart
Josep Vidal Llopart (Vilanova i la Geltrú, 7 de gener de 1880 - Vilanova i la Geltrú, 30 d'abril de 1905) va ser el primer esperantista català.
Josep Vidal Llopart va ser un intel·lectual vilanoví, descendent d'una família hisendada, d'emprenedors comercials i industrials que van fer negocis a diversos llocs, incloent-hi les colònies transatlàntiques espanyoles del XIX. Als 13 anys ja tenia una biblioteca amb més de 150 llibres. Als 18 estudiava la llengua auxiliar internacional esperanto i als 22 era corresponsal per a Catalunya de la revista Esperanto que s'editava a Santander i en la que hi col·laborava escrivint articles. La seva biblioteca mostrava que era una persona culta i que, més enllà de l'esperanto, tenia una preparació de caràcter científic, artístic i literari. De salut delicada, Josep Vidal Llopart va morir jove, als 25 anys, havent cedit la seva biblioteca esperantista a la Biblioteca Museu Víctor Balaguer de Vilanova i la Geltrú. També existeix material seu al museu d'esperanto de Subirats.